# Сидельниково (Марий Эл)
Сидельниково (мар. Юлъял, от Юл — «Волга», ял — «деревня», «село») — село в Звениговском районе Республики Марий Эл России. Входит в состав Кокшамарского сельского поселения.
Численность населения — 677 (2010) человек.

## География
Село находится в 7 км к западу от центра сельского поселения — деревни Кокшамары. Расположено на берегу протоки Старая Волга (Чермуша) реки Волга, напротив острова Казин.

## История
В книге «Приволжские города и селения Казанской губернии» написано о селе Седельниково. Прежде в этой местности, как гласит предание, жили татары, которых вытеснили горные чуваши, а потом марийцы. Селение тогда носило название деревни Волжской и входило в состав Чемуршинской волости Кокшайского уезда, а жили здесь марийцы-язычники. На левом берегу реки Чемуршинки, четвертью версты ниже теперешнего Сидельникова, есть остатки черемисской керемети Пашкан кереметь.
В селе Сидельниково в июне 1883 года было открыто земское начальное народное училище.
Вблизи села находились хлебная пристань и завод, принадлежащие потомственному дворянину, временному петербургскому 1-й гильдии купцу А. Я. Прозорову. На заводе обрабатывалась и сортировалась кудель, просеивались на машинах и решетах льняное семя, овёс, а иногда и рожь.
В двух верстах выше Сидельникова находился дегтярноскипидарный завод, принадлежащий крестьянину города Царевосанчурск Яранского уезда Патракову.
С 1880 по 1887 годы в селе Сидельниково действовала и другая хлебная пристань, принадлежавшая казанскому купцу И. И. Алафузову, которая находилась в полуверсте от Прозоровской пристани, вверх по течению Волги, но в конце 1886 года её подмыло водой, и она была уничтожена.
В 1924 году в Сидельникове имелся временный лесной медпункт. В апреле 1925 года зарегистрировали общество потребителей.
Постановлением Президиума ВЦИК от 21 апреля 1925 года село Сидельниково вместе с деревнями Кокшамары, Семёновка, Иванбеляк, Липша и селом Кокшайск передали из состава Чувашской АССР в состав Марийской автономной области. Передача состоялась 16 июля 1925 года.
16 декабря 1925 года зарегистрировали устав Сидельниковского мелиоративного товарищества рыболовов «Свободный путь».
В 1926 году в 71 хозяйстве проживали 1116 жителей (1100 марийцев, 16 русских), имелась изба-читальня. Работала школа I ступени, где обучались 108 детей. Действовала библиотека с фондом 400 книг.
В декабре 1927 года крестьяне собрались на общий сход, на котором решено организовать колхоз. Назвали колхоз «Волгыдо корно» («Светлый путь»). В селе были открыты фельдшерско-акушерский пункт, ясли. В результате коллективного труда, перехода на культурное землепользование и животноводство, механизации колхоз «Волгыдо корно», позже — колхоз «Пеледыш» («Цветок»), в районе признали образцовым. В 1933 году на базе колхоза «Пеледыш» организовали колхоз имени Тельмана.
В феврале 1928 года начала действовать артель «Велле», а в 1930 году на базе артели образован колхоз «Вэллэ-Улей».
В 1933 году в Сидельникове проживали 985 человек.
В годы Великой Отечественной войны на фронт призвали 181 человека, 117 из них не вернулись.
В 1950-е годы в селе располагался сельский совет, в состав которого входили 6 населённых пунктов и 2 колхоза.
В 1950-е годы колхозы имени Тельмана, «За коммунизм» (деревни Липша и Иванбеляк) и имени Революции 1905 года (деревня Кокшамары) объединились в одно большое хозяйство — колхоз «Заря». В 1974 году на базе «Зари» был создан совхоз «Кокшамарский». В марте 1992 года процесс укрупнения хозяйств пошел в обратном направлении. Совхоз «Кокшамарский» распался на две части: сидельниковскую «Зарю» и СХП «Кокшамарское».
Долгое время острой оставалась проблема размывания берега реки Волги. У колхоза гектар хмельника смыло в Волгу, пострадали лучшие пахотные земли. В Сидельникове намыли трёхкилометровую дамбу. К началу XXI века пристани в селе не стало.
На 1 января 1999 года в селе Сидельниково насчитывалось 325 хозяйств, 771 человек (230 мужчин и 272 женщины).
15 января 2000 года при штурме безымянной высоты в Аргунском ущелье Чеченской Республики от пули снайпера погиб рядовой внутренних войск житель села Александр Кушаков. Сразу после смерти тело бойца завалило сорвавшимся с вершины пластом снега, и товарищи сумели отыскать его лишь через месяц, в феврале.
На 1 января 2001 года в Сидельникове насчитывалось 390 дворов, 737 человек. Имелись медпункт, библиотека, школа (в аварийном состоянии), одна улица — Первомайская — заасфальтирована.
Археологическими памятниками являются Сидельниковское кладбище, расположенное к западу от села, датировано XVII — XVIII веками, Сидельниковское селище, расположенное в 5 км к западу от села, датированное 1-м тысячелетием н. э. и 2 Сидельниковские стоянки, расположенные к западу от села, датированные 2-м тысячелетием до н. э.
На 1 января 2004 года в селе насчитывалось 349 хозяйств, проживали в 262 дворах 715 жителей.

## Население
| 2002 | 2010 |
| ---- | ---- |
| 733  | ↘677 |

## Экономика

### Сельское хозяйство
- Агрофирма «Рассвет»

### Транспорт
Село находится в 1 километре к югу от автодороги федерального значения Р176 «Вятка».
Имеет автобусное сообщение с Новочебоксарском, Кокшамарами и Звениговым.

## Культура
- Сидельниковский сельский клуб.
- Сидельниковская сельская библиотека.

## Здравоохранение
- Сидельниковский фельдшерско-акушерский пункт.

## Религия
Церковь святого пророка Божия Илии
Деревянная церковь в селе Сидельниково была построена в 1884 году на средства прихожан. В 1915 году на территории прихода в деревне Иванбеляк работала церковно-приходская школа.
Церковь была закрыта 15 июня 1938 года, здание передали сельскому клубу. В 2004 году здесь вновь был образован церковный приход, здание храма возвратили верующим в 2005 году, почти сразу в нём начались богослужения.

## Связь
- Отделение почтовой связи Сидельниково.